# 연방준비제도 이사회 의장
연방준비제도 이사회 의장은 미국의 중앙은행인 연방준비제도의 수장이다.
의장은 미국의 대통령이 연방준비제도 이사회 이사 중에서 지명하며, 임명 후 4년의 임기동안 재임한다. 의장은 연임이 가능하며, 윌리엄 마틴이 1951년에서 1970년까지 재임하여, 가장 오래 재임하였다. 현직 의장은 제롬 파월으로, 최초의 여성 의장 재닛 옐런은 2014년 2월 1일 임기를 시작하였으며 2018년에 임기가 만료되어 현재 2018년 2월부터 제롬 파월 의장이 임명되었다.

## 임명 절차
1935년 은행법에 따라, 미국 대통령이 이사 7명을 지명하고, 지명된 이사는 미국 상원의 인준을 거쳐 임명되며, 14년간 재임한다.
의장과 부의장은 이사회 이사 중 대통령이 지명하고 상원의 인준을 받아야 하며, 임기는 4년이다. 법률에 따라 연방준비제도 이사회 의장은 통화정책목표를 의회에 1년에 2차례 보고한다.

## 역대 의장 목록
아래 표는 연방준비제도 이사회의 전현직 의장의 목록이다.
| #  | 이름 (출생-사망)                 | 사진 | 재임 기간        | 재임 기간       | 임명한 대통령 (임기)                       |
| #  | 이름 (출생-사망)                 | 사진 | 임기 시작        | 임기 종료       | 임명한 대통령 (임기)                       |
| -- | -------------------------------- | ---- | ---------------- | --------------- | ------------------------------------------ |
| 1  | 찰스 섬너 햄린 (1861–1938)       |      | 1914년 8월 10일  | 1916년 8월 10일 | 우드로 윌슨 (1913–1921)                    |
| 2  | 윌리엄 P. G. 하딩 (1864–1930)    |      | 1916년 8월 10일  | 1922년 8월 9일  | 우드로 윌슨 (1913–1921)                    |
| 3  | Daniel R. Crissinger (1860–1942) |      | 1923년 5월 1일   | 1927년 9월 15일 | 워런 G. 하딩 (1921–1923)                   |
| 4  | 로이 A. 영 (1882–1960)           |      | 1927년 10월 4일  | 1930년 8월 31일 | 캘빈 쿨리지 (1923–1929)                    |
| 5  | 유진 메이어 (1875–1959)          |      | 1930년 9월 16일  | 1933년 5월 10일 | 허버트 후버 (1929–1933)                    |
| 6  | 유진 로버트 블랙 (1873–1934)     |      | 1933년 5월 19일  | 1934년 8월 15일 | 프랭클린 D. 루스벨트 (1933–1945)           |
| 7  | 메리너 S. 에클스 (1890–1977)     |      | 1934년 11월 15일 | 1948년 2월 3일  | 프랭클린 D. 루스벨트 (1933–1945)           |
| 8  | 토머스 B. 맥케이브 (1893–1982)   |      | 1948년 4월 15일  | 1951년 4월 2일  | 해리 S. 트루먼 (1945–1953)                 |
| 9  | 윌리엄 마틴 (1906–1998)          |      | 1951년 4월 2일   | 1970년 2월 1일  | 해리 S. 트루먼 (1945–1953)                 |
| 10 | 아서 F. 번스 (1904–1987)         |      | 1970년 2월 1일   | 1978년 1월 31일 | 리처드 닉슨 (1969–1974)                    |
| 11 | G. 윌리엄 밀러 (1925–2006)       |      | 1978년 3월 8일   | 1979년 8월 6일  | 지미 카터 (1977–1981)                      |
| 12 | 폴 볼커 (1927–)                  |      | 1979년 8월 6일   | 1987년 8월 11일 | 지미 카터 (1977–1981)                      |
| 13 | 앨런 그린스펀 (1926–)            |      | 1987년 8월 11일  | 2006년 1월 31일 | 로널드 레이건 (1981–1989)                  |
| 14 | 벤 버냉키 (1953–)                |      | 2006년 2월 1일   | 2014년 1월 31일 | 조지 W. 부시 (2001–2009)                   |
| 15 | 재닛 옐런 (1946–)                |      | 2014년 2월 3일   | 2018년 2월 3일  | 버락 오바마 (2009–2017)                    |
| 16 | 제롬 파월 (1953–)                |      | 2018년 2월 5일   | 현직            | 도날드 트럼프 (2017–2021) 조 바이든 (2021) |